# Laplace-operatoren
Laplace-operatoren er en differential-operator, som skrives ∇2, ∆ eller ∇·∇. Laplace-operatoren anvendes bl.a. i partielle differentialligninger, vektoranalyse, og fysikteorier som elektromagnetisme og kvantemekanik. Laplace-operatoren er opkaldt efter den franske matematiker og astronom Pierre-Simon Laplace (1749-1827).

## Laplace-operatoren i forskellige koordinatsystemer

### To dimensioner
Laplace-operatoren er givet ved
{\displaystyle \Delta f={\frac {\partial ^{2}f}{\partial x^{2}}}+{\frac {\partial ^{2}f}{\partial y^{2}}}}
hvor x og y er de almindelige kartesiske koordinater af xy-planet. Heraf ses, at Laplaceoperatoren af en funktion er det samme som divergensen af gradienten af samme funktion, hvoraf skrivemåderne ∇2 og ∇·∇.
I polære koordinater
I et polært koordinatsystem er Laplace-operatoren givet ved
{\displaystyle {\begin{aligned}\Delta f&={1 \over r}{\partial  \over \partial r}\left(r{\partial f \over \partial r}\right)+{1 \over r^{2}}{\partial ^{2}f \over \partial \theta ^{2}}\\&={\partial ^{2}f \over \partial r^{2}}+{1 \over r}{\partial f \over \partial r}+{1 \over r^{2}}{\partial ^{2}f \over \partial \theta ^{2}}.\end{aligned}}}

### Tre dimensioner
I tre dimensioner er det almindeligt at arbejde med Laplace-operatoren i forskellige koordinatsystemer, og et bestemt koordinatsystem vælges ofte ud fra problemets form for at gøre beregningerne så simple som muligt.
I kartesiske koordinater:
{\displaystyle \Delta f={\frac {\partial ^{2}f}{\partial x^{2}}}+{\frac {\partial ^{2}f}{\partial y^{2}}}+{\frac {\partial ^{2}f}{\partial z^{2}}}.}
I cylindriske koordinater:
{\displaystyle \Delta f={1 \over \rho }{\partial  \over \partial \rho }\left(\rho {\partial f \over \partial \rho }\right)+{1 \over \rho ^{2}}{\partial ^{2}f \over \partial \varphi ^{2}}+{\partial ^{2}f \over \partial z^{2}}.}
I sfæriske koordinater:
{\displaystyle \Delta f={1 \over r^{2}}{\partial  \over \partial r}\left(r^{2}{\partial f \over \partial r}\right)+{1 \over r^{2}\sin \theta }{\partial  \over \partial \theta }\left(\sin \theta {\partial f \over \partial \theta }\right)+{1 \over r^{2}\sin ^{2}\theta }{\partial ^{2}f \over \partial \varphi ^{2}}.}